# Mount Ward (berg i Antarktis, lat -85,67, long 167,17)
Mount Ward är ett berg i Antarktis. Det ligger i Östantarktis. Nya Zeeland gör anspråk på området. Toppen på Mount Ward är 3 213 meter över havet.
Terrängen runt Mount Ward är platt åt sydväst, men åt nordost är den kuperad. Mount Ward är den högsta punkten i trakten. Trakten är obefolkad. Det finns inga samhällen i närheten.